# Pseuduvaria unguiculata
Pseuduvaria unguiculata är en kirimojaväxtart som först beskrevs av Adolph Daniel Edward Elmer, och fick sitt nu gällande namn av Yvonne C.F. Su och Richard M.K. Saunders. Pseuduvaria unguiculata ingår i släktet Pseuduvaria och familjen kirimojaväxter. Inga underarter finns listade i Catalogue of Life.